# Mysella moelleri
Mysella moelleri is een tweekleppigensoort uit de familie van de Lasaeidae. De wetenschappelijke naam van de soort is voor het eerst geldig gepubliceerd in 1898 door Posselt.